# Південноазійські ігри
Південноазійські гри (англ. South Asian Games, SAF Games) — спортивне змагання, що проводиться кожні два роки серед атлетів з країн Південної Азії. Ігри організовуються Федерацією південноазійських ігор під патронажем Олімпійської ради Азії та Міжнародного олімпійського комітету.

## Історія
Рішення про проведення Південноазійських федеративних ігор було прийнято в 1981 році делегаціями Бангладеш, Індії, Непалу і Шрі-Ланки на зустрічі в ФРН. Планувалося провести перші ігри вже в наступному році, але політична ситуація в Південній Азії не дозволила зробити це.
В 1983 році була створена Південноазійська спортивна федерація, а в 1984 році в Катманду відбулися перші Ігри. У 2004 році, на 32-й сесії Південноазійської спортивної федерації було вирішено перейменувати ігри в Південноазійські гри.

## Країни-учасниці
В даний час в іграх бере участь 8 країн:
- Афганістан
- Бангладеш
- Бутан
- Індія
- Мальдіви
- Непал
- Пакистан
- Шрі-Ланка

## Список ігор
| Рік  | Ігри | Місце проведення  |
| ---- | ---- | ----------------- |
| 1984 | I    | Катманду          |
| 1985 | II   | Дакка             |
| 1987 | III  | Калькутта         |
| 1989 | IV   | Ісламабад         |
| 1991 | V    | Коломбо           |
| 1993 | VI   | Дакка             |
| 1995 | VII  | Мадрас            |
| 1999 | VIII | Катманду          |
| 2004 | IX   | Ісламабад         |
| 2006 | X    | Коломбо           |
| 2010 | XI   | Дакка             |
| 2016 | XII  | Гувахаті, Шиллонг |
| 2019 | XIII | Катманду          |

### Південноазійські пляжні ігри
| Рік  | Ігри | Місце проведення |
| ---- | ---- | ---------------- |
| 2011 | I    | Хамбантота       |
| 2014 | II   | Пхукет           |

### Південноазійські зимові ігри
| Рік  | Ігри | Місце проведення |
| ---- | ---- | ---------------- |
| 2011 | I    | Деградун         |